# Agrilus adamsoni
Agrilus adamsoni es una especie de insecto del género Agrilus, familia Buprestidae, orden Coleoptera.
Fue descrita científicamente por Fisher, 1944.